# Campeonato Sub-20 de la OFC 2024
El Campeonato Sub-20 de la OFC 2024 fue la vigésima cuarta edición de dicho torneo, el campeonato internacional bienal de fútbol juvenil organizado por la OFC para las selecciones nacionales masculinas sub-19/sub-20 de Oceanía.
Los dos mejores equipos del torneo se clasificaron para la Copa Mundial de Fútbol Sub-20 de 2025 en Chile como representantes de la OFC.

## Participantes
Los 11 equipos nacionales de la OFC afiliados a la FIFA son elegibles para participar en el torneo.
A partir de 2022, esto marcará el regreso de la fase de clasificación de cuatro equipos después de estar ausentes en 2022.
Nota: Todas las estadísticas de apariciones incluyen las de la fase de clasificación (2016 y 2018).
| Equipo             | Apariciones | Mejor rendimiento anterior                              |
| ------------------ | ----------- | ------------------------------------------------------- |
| Fiyi               | 23          | Campeón (2014)                                          |
| Nueva Zelanda      | 23          | Campeón(1980, 1992, 2007, 2011, 2013. 2016, 2018, 2022) |
| Nueva Caledonia    | 14          | Subcampeón (2008)                                       |
| Papúa Nueva Guinea | 16          | Cuarto puesto (1978, 1982)                              |
| Samoa              | 11          | Cuartos de final (2022)                                 |
| Islas Salomón      | 11          | Subcampeón (2005, 2011)                                 |
| Tahití             | 13          | Campeón (1974, 2008)                                    |
| Vanuatu            | 17          | Subcampeón (2014, 2016)                                 |

## Fase de clasificación
| Equipo          | Pts | PJ | PG | PE | PP | GF | GC | Dif |
| --------------- | --- | -- | -- | -- | -- | -- | -- | --- |
| Vanuatu (H)     | 9   | 3  | 3  | 0  | 0  | 9  | 0  | +9  |
| Islas Cook      | 4   | 3  | 1  | 1  | 1  | 4  | 5  | -1  |
| Tonga           | 4   | 3  | 1  | 1  | 1  | 5  | 7  | -2  |
| Samoa Americana | 0   | 3  | 0  | 0  | 3  | 5  | 11 | -6  |

| 9 de abril de 2024 | Tonga       | 1:1 (0:1) | Islas Cook         | Freshwater Stadium, Port Vila, Vanuatu                   |                                                          |
| 12:00 (VUT)        | - Teu 90+1' | Reporte   | - 31' Tuakanangaro | Asistencia: 350 espectadores Árbitro(s): Kyllian Lelarge | Asistencia: 350 espectadores Árbitro(s): Kyllian Lelarge |

| 9 de abril de 2024 | Vanuatu                                      | 4:0 (3:0) | Samoa Americana | Freshwater Stadium, Port Vila, Vanuatu                    |                                                           |
| 15:00 (VUT)        | - Waoute 6' - Numake 45', 45+5' - Tasarur 0' | Reporte   |                 | Asistencia: 1 000 espectadores Árbitro(s): Neeshil Varman | Asistencia: 1 000 espectadores Árbitro(s): Neeshil Varman |

| 12 de abril de 2024 | Samoa Americana              | 2:3 (1:2) | Islas Cook                              | Freshwater Stadium, Port Vila, Vanuatu                   |                                                          |
| 12:00 (VUT)         | - Pouli 43' (pen.) - Lee 51' | Reporte   | - 15', 45+3' Wichman - 67' (pen.) Lopez | Asistencia: 200 espectadores Árbitro(s): Gerard Ionatana | Asistencia: 200 espectadores Árbitro(s): Gerard Ionatana |

| 12 de abril de 2024 | Tonga | 0:3 (0:0) | Vanuatu                                  | Freshwater Stadium, Port Vila, Vanuatu                    |                                                           |
| 15:00 (VUT)         |       | Reporte   | - 60' (a.g.) Teu - 68' Luake - 88' Loren | Asistencia: 2 000 espectadores Árbitro(s): Gideon Mamuala | Asistencia: 2 000 espectadores Árbitro(s): Gideon Mamuala |

| 15 de abril de 2024 | Samoa Americana                     | 3:4 (1:1) | Tonga                                     | Freshwater Stadium, Port Vila, Vanuatu                     |                                                            |
| 12:00 (VUT)         | - Lee 18' - Pouli 69', 90+2' (pen.) | Reporte   | - 16' Foliaki - 56', 73' Tai - 59' Vaekau | Asistencia: 1 000 espectadores Árbitro(s): Keith Kitumbing | Asistencia: 1 000 espectadores Árbitro(s): Keith Kitumbing |

| 15 de abril de 2024 | Islas Cook | 0:2 (0:1) | Vanuatu                  | Freshwater Stadium, Port Vila, Vanuatu                    |                                                           |
| 15:00 (VUT)         |            | Reporte   | - 45' Natou - 55' Waoute | Asistencia: 3 500 espectadores Árbitro(s): Neeshil Varman | Asistencia: 3 500 espectadores Árbitro(s): Neeshil Varman |

## Fase de grupos

### Grupo A
| Equipo        | Pts | PJ | PG | PE | PP | GF | GC | Dif |
| ------------- | --- | -- | -- | -- | -- | -- | -- | --- |
| Islas Salomón | 9   | 3  | 3  | 0  | 0  | 5  | 0  | +5  |
| Fiyi          | 6   | 3  | 2  | 0  | 1  | 9  | 5  | +4  |
| Tahití        | 3   | 3  | 1  | 0  | 2  | 2  | 4  | -2  |
| Vanuatu       | 0   | 3  | 0  | 0  | 3  | 1  | 8  | -7  |

| 5 de julio de 2024 | Fiyi                              | 3:1 (2:1) | Tahití        | Estadio Nacional de Samoa, Apia, Samoa               |                                                      |
| 12:00 (WST)        | - Prasad 45+1' - Tirau 45+6', 48' | Reporte   | - 20' Bennett | Asistencia: 200 espectadores Árbitro(s): Calvin Berg | Asistencia: 200 espectadores Árbitro(s): Calvin Berg |

| 5 de julio de 2024 | Islas Salomón | 1:0 (1:0) | Vanuatu | Estadio Nacional de Samoa, Apia, Samoa                    |                                                           |
| 15:0 (WST)         | - Laena 17'   | Reporte   |         | Asistencia: 200 espectadores Árbitro(s): David Yareboinen | Asistencia: 200 espectadores Árbitro(s): David Yareboinen |

| 8 de julio de 2024 | Fiyi | 0:3 (0:2) | Islas Salomón                | Estadio Nacional de Samoa, Apia, Samoa              |                                                     |
| 12:00 (WST)        |      | Reporte   | - 35' Afi - 45+4', 83' Abana | Asistencia: 150 espectadores Árbitro(s): Cory Mills | Asistencia: 150 espectadores Árbitro(s): Cory Mills |

| 8 de julio de 2024 | Vanuatu | 0:1 (0:0) | Tahití        | Estadio Nacional de Samoa, Apia, Samoa                   |                                                          |
| 15:00 (WST)        |         | Reporte   | - 67' Papaura | Asistencia: 150 espectadores Árbitro(s): Gerard Ionatana | Asistencia: 150 espectadores Árbitro(s): Gerard Ionatana |

| 11 de julio de 2024 | Vanuatu   | 1:6 (1:4) | Fiyi                                                               | Estadio Nacional de Samoa, Apia, Samoa                   |                                                          |
| 12:00 (WST)         | - Maki 4' | Reporte   | - 13' Tirau - 25', 29' Afazal - 35', 61' Vasconcellos - 90+5' Khan | Asistencia: 150 espectadores Árbitro(s): Keith Kitumbing | Asistencia: 150 espectadores Árbitro(s): Keith Kitumbing |

| 11 de julio de 2024 | Tahití | 0:1 (0:0) | Islas Salomón | Estadio Nacional de Samoa, Apia, Samoa               |                                                      |
| 15:00 (WST)         |        | Reporte   | - 52' Laena   | Asistencia: 150 espectadores Árbitro(s): Calvin Berg | Asistencia: 150 espectadores Árbitro(s): Calvin Berg |

### Grupo B
| Equipo             | Pts | PJ | PG | PE | PP | GF | GC | Dif |
| ------------------ | --- | -- | -- | -- | -- | -- | -- | --- |
| Nueva Zelanda      | 9   | 3  | 3  | 0  | 0  | 18 | 0  | +18 |
| Nueva Caledonia    | 6   | 3  | 2  | 0  | 1  | 4  | 5  | -1  |
| Samoa (H)          | 3   | 3  | 1  | 0  | 2  | 4  | 8  | -4  |
| Papúa Nueva Guinea | 0   | 3  | 0  | 0  | 3  | 2  | 15 | -13 |

| 6 de julio de 2024 | Nueva Zelanda                                 | 3:0 (2:0) | Nueva Caledonia | Estadio Nacional de Samoa, Apia, Samoa              |                                                     |
| 12:00 (WST)        | - Ukich 18' (pen.) - Watson 45+5' - Kelly 53' | Reporte   |                 | Asistencia: 250 espectadores Árbitro(s): Veer Singh | Asistencia: 250 espectadores Árbitro(s): Veer Singh |

| 6 de julio de 2024 | Samoa                          | 3:1 (1:0) | Papúa Nueva Guinea | Estadio Nacional de Samoa, Apia, Samoa               |                                                      |
| 15:00 (WST)        | - Trainor 38', 47' - Gobbi 82' | Reporte   | - 50' Moses        | Asistencia: 500 espectadores Árbitro(s): Timothy Niu | Asistencia: 500 espectadores Árbitro(s): Timothy Niu |

| 9 de julio de 2024 | Papúa Nueva Guinea | 1:2 (0:1) | Nueva Caledonia          | Estadio Nacional de Samoa, Apia, Samoa              |                                                     |
| 12:00 (WST)        | - Sagana 83'       | Reporte   | - 45' Qaeze - 89' Simone | Asistencia: 150 espectadores Árbitro(s): Veer Singh | Asistencia: 150 espectadores Árbitro(s): Veer Singh |

| 9 de julio de 2024 | Nueva Zelanda                                                       | 5:0 (2:0) | Samoa | Estadio Nacional de Samoa, Apia, Samoa                   |                                                          |
| 15:00 (WST)        | - Phoenix 14', 59' - Gillion 36' - Partridge 74' - Brown 90' (a.g.) | Reporte   |       | Asistencia: 500 espectadores Árbitro(s): Kavitesh Behari | Asistencia: 500 espectadores Árbitro(s): Kavitesh Behari |

| 12 de julio de 2024 | Papúa Nueva Guinea | 0:10 (0:5) | Nueva Zelanda                                                                                             | Estadio Nacional de Samoa, Apia, Samoa               |                                                      |
| 12:00 (WST)         |                    | Reporte    | - 5', 26' Sloane-Rodrigues - 11', 16' Makowem - 18', 58', 71' Kelly - 67' Walker - 75' Ukich - 88' Watson | Asistencia: 300 espectadores Árbitro(s): Timothy Niu | Asistencia: 300 espectadores Árbitro(s): Timothy Niu |

| 12 de julio de 2024 | Nueva Caledonia          | 2:1 (2:1) | Samoa         | Estadio Nacional de Samoa, Apia, Samoa |                             |
| 15:00 (WST)         | - Upa 41' - Brunet 45+3' | Reporte   | - 16' Vaitusi | Árbitro(s): Kavitesh Behari            | Árbitro(s): Kavitesh Behari |

### Quinto puesto
| 16 de julio de 2024 | Tahití                                                   | 4:0 (1:0) | Samoa | Estadio Nacional de Samoa, Apia, Samoa               |                                                      |
| 15:00 (WST)         | - Teriitematau 32' - Papaura 53' - Brown 84' - Faure 90' | Reporte   |       | Asistencia: 250 espectadores Árbitro(s): Timothy Niu | Asistencia: 250 espectadores Árbitro(s): Timothy Niu |

### Séptimo puesto
| 16 de julio de 2024 | Vanuatu                        | 3:2 (2:2) | Papúa Nueva Guinea             | Estadio Nacional de Samoa, Apia, Samoa                   |                                                          |
| 12:00 (WST)         | - Thomas 18', 43' - Numake 78' | Reporte   | - 22' Moses - 37' (a.g.) Natou | Asistencia: 150 espectadores Árbitro(s): Kavitesh Behari | Asistencia: 150 espectadores Árbitro(s): Kavitesh Behari |

## Fase final
En la fase final participaron cuatro equipos que avanzaron desde la fase de grupos. Esta parte de la competición consta de dos rondas. Se jugaron semifinales. Los ganadores jugaron por el título del campeonato, mientras que los perdedores jugaron por el tercer lugar. En cada uno de los partidos de la fase eliminatoria, un partido que terminaba en empate en el tiempo reglamentario se resolvió mediante una prórroga de treinta minutos. Si el resultado se mantenía igual, se procedía a la tanda de penales.

### Cuadro de desarrollo
|  | Semifinales             | Semifinales   |                     |   | Final | Final |
|  |                         |               |                     |   |       |       |
|  | 15 de julio de 2024     |               |                     |   |       |       |
|  |                         |               |                     |   |       |       |
|  | Islas Salomón           | 2             |                     |   |       |       |
|  | Islas Salomón           | 2             | 18 de julio de 2024 |   |       |       |
|  | Nueva Caledonia (t. s.) | 3             |                     |   |       |       |
|  | Nueva Caledonia (t. s.) | 3             | Nueva Caledonia     | 0 |       |       |
|  | 15 de julio de 2024     |               | Nueva Caledonia     | 0 |       |       |
|  |                         | Nueva Zelanda | 4                   |   |       |       |
|  | Nueva Zelanda           | Nueva Zelanda | 4                   | 1 |       |       |
|  | Nueva Zelanda           |               |                     | 1 |       |       |
|  | Fiyi                    | 0             |                     |   |       |       |
|  | Fiyi                    | 0             | Tercer lugar        |   |       |       |
|  |                         |               |                     |   |       |       |
|  | 18 de julio de 2024     |               |                     |   |       |       |
|  |                         |               |                     |   |       |       |
|  | Islas Salomón           | 4             |                     |   |       |       |
|  | Islas Salomón           | 4             |                     |   |       |       |
|  | Fiyi                    | 2             |                     |   |       |       |

### Semifinal
| 15 de julio de 2024 | Islas Salomón         | 2:3 (2:2, 2:1) (t. s.) | Nueva Caledonia                | Estadio Nacional de Samoa, Apia, Samoa              |                                                     |
| 11:00 (WST)         | - Iro 37' - Abana 45' | Reporte                | - Qaeze 27', 118' - Simane 88' | Asistencia: 200 espectadores Árbitro(s): Cory Mills | Asistencia: 200 espectadores Árbitro(s): Cory Mills |

| 15 de julio de 2024 | Nueva Zelanda | 1:0 (0:0) | Fiyi | Estadio Nacional de Samoa, Apia, Samoa                    |                                                           |
| 15:00 (WST)         | - Watson 48'  | Reporte   |      | Asistencia: 300 espectadores Árbitro(s): David Yareboinen | Asistencia: 300 espectadores Árbitro(s): David Yareboinen |

### Tercer puesto
| 18 de julio de 2024 | Islas Salomón                       | 4:2 (0:0) | Fiyi                  | Estadio Nacional de Samoa, Apia, Samoa                   |                                                          |
| 11:00 (WST)         | - Francis 48', 65', 90' - Zopoa 83' | Reporte   | - 53' Khan - 88' Rioa | Asistencia: 150 espectadores Árbitro(s): Gerard Ionatana | Asistencia: 150 espectadores Árbitro(s): Gerard Ionatana |

### Final
| 18 de julio de 2024 | Nueva Caledonia | 0:4 (0:1) | Nueva Zelanda                               | Estadio Nacional de Samoa, Apia, Samoa              |                                                     |
| 14:00 (WST)         |                 | Reporte   | - 37' Candy - 64', 67' Supyk - 73' Bulkeley | Asistencia: 500 espectadores Árbitro(s): Veer Singh | Asistencia: 500 espectadores Árbitro(s): Veer Singh |

| Bandera de Nueva Zelanda         |
| Campeón Nueva Zelanda 9.º título |

## Clasificados a la Copa Mundial Sub-20 de 2025
| Bandera de Nueva Caledonia | Bandera de Nueva Zelanda |
| Nueva Caledonia            | Nueva Zelanda            |
| -------------------------- | ------------------------ |